# Охрончук Сава Романович
Сава Романович Охрончук (11.01.1915, с. Тадіївка, Володарський район (Київська область), Київська область —18.03.2001, м. Долина, Івано-Франківська область) — Заслужений лікар України, лікар-хірург Долинської центральної лікарні, Почесний громадянин міста Долина.

## Життєпис
Народився в с. Тадіївка Володарського району Київської області у селянській родині. З 1930 до 1933 року працював у рідному селі в колгоспі ім. Сталіна.
У 1934 році вступив до Білоцерківської фельдшерсько-акушерської школи, яку закінчив з відзнакою та вступив до Київського медінституту.
Після 4-го курсу навчання проходив практику у Дніпропетровську, де його застала Друга світова війна. Досвід хірурга прийшов у фронтових госпіталях. Під час бомбардування Дніпропетровська військового лікаря 3-го рангу С. Охрончука було важко поранило в колінний суглоб, потрапив у полон. Понад три роки перебував у нацистських концтаборах. Спочатку у Дніпропетровську, потім у Кривому Розі.
У 1945 році його звільнили з німецького концтабору американські війська.
Повернувшись до Києва, завершив навчання у медінституті, і за професійним призначенням приїхав у 1946 році до міста Долина. Працював спочатку гінекологом, хірургом, займав посаду головного лікаря Долинської центральної районної лікарні до 1974 року.
Під керівництвом Сави Охрончука побудовано нові корпуси долинської лікарні, які почали приймати хворих у 1964 році. Розширилися і відкрилися нові відділи, значно поліпшилися умови праці медичних працівників та умови перебування і якість лікування хворих. Залишивши посаду головного лікаря району у 1974 році, Сава Романович продовжив свою фахову діяльність на ниві хірургії. Йому одному з перших на Прикарпатті було присвоєно почесне звання заслуженого лікаря України.
Виховав плеяду висококваліфікованих лікарів, виступав з лекціями, пропагуючи нетрадиційні методи лікування захворювань, друкував матеріали та медичні теми в газетах та журналах. Власної родини не мав, все життя прожив сам.
Помер 18 березня 2001 року, на 87 році життя.

## Вшанування пам'яті
У червні 2002 року на честь Сави Романовича Охрончука в Долинській центральній районній лікарні громада відкрила меморіальну дошку. Рішенням Долинської міської ради Саві Охрончуку присвоєно звання Почесного громадянина міста Долини. Нині частина його особистих речей знаходиться у фондах краєзнавчого музею «Бойківщина» Тетяни і Омеляна Антоновичів.